# Doãn Kế Thiện (nhà Thanh)
Doãn Kế Thiện (chữ Hán: 尹继善; tiếng Mãn: ᠶᡝᠨᡤᡳᡧᠠᠨ, Möllendorff: Yengišan; 1695 – 1771), tên tự là Nguyên Trường (元長), cuối đời tự đặt hiệu Vọng Sơn (望山), người thị tộc Chương Giai (Janggiya Hala), dân tộc Mãn Châu, thuộc Mãn Châu Tương Hoàng kỳ, quan viên nhà Thanh trong lịch sử Trung Quốc. Ông là thành viên Quân cơ xứ, công thần trị thủy của vùng Giang Nam.

## Thân thế
Doãn Kế Thiện là con trai thứ năm của Đại học sĩ Doãn Thái, sử cũ có truyện. Mẹ là Từ thị, vốn là trắc thất của Doãn Thái, vào lúc Doãn Kế Thiện làm Vân Quý tổng đốc, được Ung Chính Đế phá lệ, phong làm Nhất phẩm Phu nhân.

## Thiếu thời
Thị tộc Chương Giai nhiều đời định cư ở Liêu Đông, sau khi Doãn Thái cáo bệnh rời chức Quốc tử giám tế tửu (1713), đưa cả nhà quay về Cẩm Châu. Ngoại hình của Doãn Kế Thiện được miêu tả: da trắng ít mày râu, mặt to miệng lớn, tiếng trong trẻo vang xa, sẹo đỏ trên mình tươi như chu sa; mắt đẹp còn hiền từ, dài chừng một tấc.
Tháng 2 ÂL Khang Hi thứ 60 (1721), Ung Thân vương Dận Chân cáo tế các lăng ở núi Trường Bạch, ghé thăm Doãn Thái, trò chuyện vui vẻ, nhân đó hỏi ông ta rằng: “Có con làm quan hay không?” Đáp rằng: “Con trai thứ 5 là Kế Thiện đã trúng cử nhân.” Dận Chân nói: “Hãy để hắn đến gặp ta.” Năm sau (1722), Doãn Kế Thiện đến Bắc Kinh để tham dự kỳ thi Hội, muốn bái phỏng vương phủ, gặp lúc Khang Hi Đế băng, đành thôi.
Năm Ung Chính đầu tiên (1723), Doãn Kế Thiện trúng Tiến sĩ, được dẫn kiến; Ung Chính Đế vui vẻ hỏi: “Ngươi là con trai của Doãn Thái à? Quả nhiên là đại khí.” Doãn Kế Thiện được chọn vào Hàn lâm viện, làm Thứ cát sĩ, thụ chức Biên tu. (Trong thời gian này Doãn Thái được triệu về kinh làm thị lang, về sau làm đến Đại học sĩ) Di Thân vương Doãn Tường xin lấy Doãn Kế Thiện làm ký thất, Hoàng đế đồng ý. Gặp hôm trời lạnh, Doãn Kế Thiện mặc áo da cừu, theo Doãn Tường làm việc; Doãn Tường thương ông nghèo, ban cho một bộ quần áo da cáo xanh.

## Sự nghiệp

### Thời Ung Chính
Năm thứ 5 (1727), Doãn Kế Thiện được thăng làm Thị giảng, sau đó được Di Thân vương tâu xin cho thự chức Hộ bộ Quý Châu tư lang trung. Ung Chính Đế sai bọn Thông chánh sứ Lưu Bảo đến Quảng Đông xét đơn kiện Bố chánh sứ Quan Đạt, Án sát sứ Phương Nguyên Anh ăn của đút, lấy Doãn Kế Thiện cùng đi. Tra rõ xong, Hoàng đế lập tức cho Doãn Kế Thiện thự chức Án sát sứ.
Năm thứ 6 (1728), Doãn Kế Thiện được thụ chức Nội các thị độc Học sĩ, Hiệp lý Giang Nam hà vụ. Mùa thu năm ấy, được thự chức Giang Tô tuần phủ; năm thứ 7 (1729), được chân trừ chức. Doãn Kế Thiện kiến nghị: cấm thu phí Tào quy, định phí gạo theo đơn vị thạch (100 thăng hay 120 cân) là 6 phân tiền, một nửa cấp tráng đinh phục vụ tào vận, một nửa cấp cho châu huyện, khiến tiền nong không còn thiếu thốn, nên xác định thành phép tắc; Bình thiếu  dư dả cũng không lợi cho chánh quyền, đáp ứng gửi ở kho huyện, nhưng việc quyên ngũ cốc của Thường bình thương  phải thuận theo ý muốn giao nộp của dân, không được dò xét thủy vận để áp đặt thu thuế. Triều đình mệnh cho làm theo lời bàn này. Doãn Kế Thiện lại dâng sớ xin cho Sùng Minh tăng thêm Tuần đạo, kiêm quản hạt Thái Thương, Thông Châu; gồm chỉnh lý định chế  tướng, lại phân chia phòng bị các bãi Vĩnh Hưng, Ngưu Dương, Đại An; Phúc Sơn tăng sở hữu sa thuyền, cùng các tấn Lang Sơn, Kinh Khẩu  hội sáo (tuần tra); lại xin dời Án sát sứ trú Tô Châu, Tô Tùng đạo trú Thượng Hải. Triều đình đều nghe theo. Doãn Kế Thiện được trở lại thự chức Hà đạo tổng đốc.
Năm thứ 9 (1731), Doãn Kế Thiện được thự chức Lưỡng Giang Tổng đốc. Năm thứ 10 (1732), được làm Hiệp biện Giang Ninh tướng quân, kiêm lý Lưỡng Hoài Diêm chính. Doãn Kế Thiện dâng sớ nói: “Thủy binh Trấn Giang trú Cao Tư cảng (nay là trấn Cao Tư, Đan Đồ), thủy binh Giang Ninh trú tỉnh hội, đều đặt thêm tướng, lại; Lang Sơn tái thiết thuyền Cản tăng cỡ lớn , cùng thủy binh Trấn Giang, Giang Ninh mỗi tháng ra tuần xét, thứ nữa là đối với mấy ngàn dặm Trường Giang tạo được thanh thế liền lạc.” Hoàng đế khen ngợi. Doãn Kế Thiện xin thanh tra thuế ruộng bị nợ đọng ở Giang Tô, đế sai bọn thị lang Bành Duy Tân giúp để liệu lý, lại mệnh Chiết Giang tổng đốc Lý Vệ tham gia việc này. Bọn họ xét ra từ năm Khang Hi thứ 51 (1712) đến năm Ung Chính thứ 4 (1726) thất thu lên đến 10,170,000 tiền, Hoàng đế mệnh cho phân biệt từng khoản là quan tham ô hay dân thiếu nợ, theo từng năm mà trưng thu. Vì thế mọi người bàn bạc với nhau để xử lý. Doãn Kế Thiện lại xin đổi Tam Giang doanh đồng tri làm Diêm vụ đạo, rồi đặt thêm tướng, lại làm Tập tư.
Năm thứ 11 (1733), Doãn Kế Thiện được điều làm Vân Quý Quảng Tây tổng đốc. Thủ lãnh người Miêu ở huyện Tư Mao (nay là địa cấp thị Phổ Nhị) là Điêu Hưng Quốc khởi nghĩa, tổng đốc Cao Kỳ Trác phát binh đánh dẹp, bắt được Hưng Quốc, nhưng dư đảng chưa tan. Doãn Kế Thiện đến, hỏi thăm Kỳ Trác, nắm được cốt yếu, truyền hịch cho tổng binh Dương Quốc Hoa, Đổng Phương đốc binh thâm nhập, chém 3 thủ lĩnh cùng hơn trăm nghĩa binh, Nguyên Giang, Lâm An (nay là Kiến Thủy) đều an định; chia binh tiến đánh Du Nhạc, Tư Mao: đông đạo phủ dụ 36 trại Du Nhạc, tây đạo đánh Lục Độn, phá 15 trại, thu hàng hơn 80 trại. Doãn Kế Thiện dâng sớ báo cáo, Hoàng đế dụ rằng: “Tiễu – phủ về danh nghĩa là 2 việc, ân uy khi dùng há lại chia 2 mối? Đối với người được phủ dụ đừng ngại tỏ rõ bao dung, đối kẻ bị tiễu trừ cũng nên bày ra tàn nhẫn, sao cho chúng biết thuận thì lợi, nghịch thì hại. Lúc này dùng binh cần đánh vào lòng người, tức hành động để làm gương cho những trường hợp về sau, như thế là nhân thuật vậy. Nhớ đấy!”
Năm thứ 12 (1734), Doãn Kế Thiện tâu trình các việc sắp xếp khai hoang Miêu Cương, xin dời Thanh Giang trấn (nay là Kiếm Hà) tổng binh sang Đài Củng, rồi dời đặt quan chức từ Đồng tri trở xuống, thêm binh đặt Tấn, triều đình nghe theo. Doãn Kế Thiện lại tâu Vân Nam khơi sông Thổ Hoàng, từ Thổ Hoàng đến Bách Sắc dài hơn 740 dặm (theo chiều bắc – nam), được nhận chỉ dụ khen ngợi. Trong năm này, triều đình đổi Quảng Tây nằm dưới quyền của Quảng Đông tổng đốc.
Năm thứ 13 (1735), Doãn Kế Thiện tâu việc sắp xếp thể chế của các doanh An Lung (nay là An Long). Người Miêu ở Quý Châu lại khởi nghĩa, Doãn Kế Thiện phát binh Vân Nam, còn trưng binh Hồ Quảng, Quảng Tây sách ứng. Doãn Kế Thiện sai phó tướng Kỷ Long tiễu Thanh Bình (nay là Khải Lý), tham tướng Cáp Thượng Đức thu 2 thành mới cũ Hoàng Bình, hợp binh trấn áp Trọng An (phía nam Hoàng Bình); bọn phó tướng Chu Nghi giành lại Dư Khánh, bắt bọn thủ lĩnh La Vạn Tượng; tổng binh Vương Vô Đảng, Hàn Huân tiễu trừ 8 trại, tổng binh Đàm Hành Nghĩa tiễu trừ Trấn Viễn. Doãn Kế Thiện lại lệnh cho Vương Vô Đảng hợp binh Quảng Tây, Hồ Nam rồi hội với Đàm Hành Nghĩa, phá trại người Miêu, chém hơn ngàn thủ cấp, bắt bọn thủ lĩnh A Cửu Thanh, bình định xong khởi nghĩa của người Miêu.

### Thời Càn Long
Năm Càn Long đầu tiên (1736), triều đình đặt riêng chức Tổng đốc của Quý Châu, mệnh cho Doãn Kế Thiện chuyên đốc Vân Nam. Năm thứ 2 (1737), Doãn Kế Thiện tâu xin tha cho quân đinh Vân Nam số bạc lên đến hơn 12200 lạng bạc. Doãn Kế Thiện vào chầu, lấy cớ cha già, xin ở lại kinh sư phụng dưỡng; được thụ Hình bộ thượng thư, kiêm quản Binh bộ. Năm thứ 3 (1738), rời chức vì tang cha. Năm thứ 4 (1739), được gia Thái tử Thái bảo. Năm thứ 5 (1740), Doãn Kế Thiện được thụ Xuyên Thiểm tổng đốc. Người Tạng của bộ Quách La Khắc (nay là tây bắc Ban Mã) lại khởi nghĩa, Doãn Kế Thiện truyền hịch dụ bọn thủ lĩnh xem những kẻ cầm đầu nổi dậy như trộm cướp, bắt đem hiến thì không truy cứu nữa, việc được dẹp xong. Năm thứ 6 (1741), Doãn Kế Thiện tâu trình các việc xử lý hậu hoạn ở Quách La Khắc, xin đặt thổ mục, hành nghề săn bắn phải được cấp phép, tha cho nhưng tội án cũ, rút lính đồn thú, triều đình đều đồng ý. Năm thứ 7 (1742), rời chức vì tang mẹ.
Năm thứ 8 (1743), Doãn Kế Thiện được thự chức Lưỡng Giang tổng đốc, Hiệp lý hà vụ; ông dâng sớ nói: “Mao Thành phố là đập thiên nhiên (nay là thôn Mao Thành, trấn Nãng Thành, huyện Nãng Sơn) và 3 đập Cao Bưu đều nên giữ như cũ.” Đế truyền dụ lệnh cho suy xét, mọi người đều lấy làm phải. Năm thứ 9 (1744), Lý Vệ vào chầu, sau khi ông ta rời đi, Hoàng đế mệnh cho truyền chỉ mở đập thiên nhiên, còn nói: “Lý Vệ tâu nước sông nhỏ, đập nên mở.” Doãn Kế Thiện tâu trả lời, đại lược nói: “Lý Vệ không hỏi đáy sông nông sâu, nhưng hỏi nước sông lớn nhỏ, là chẳng biết gì về sông vậy. Sông nông mà lại có đập, thì trì hoãn dòng chảy quá lắm. Hồ có sức chứa nhỏ không chịu nổi nước lụt lớn mạnh , gây hại càng dữ.” (Sau khi làm đập thì phần thượng du của sông giữ nước nên gọi là hồ.) Đế rốt cục làm theo lời bàn của Doãn Kế Thiện. Năm thứ 10 (1745), được thực thụ Lưỡng Giang tổng đốc. Năm thứ 12 (1747), Doãn Kế Thiện dâng sớ nói: “Các nơi Phụ Ninh, Cao, Bảo ở bờ sông cứ cách năm tu sửa, cần lệnh cho họ ở ngoài đấy chọn nơi thích hợp, gạt đất khơi ngòi, tính toán dòng chảy để chứa và thoát nước, phòng ngừa nguy cơ hạn hán hay ngập úng. Phượng, Dĩnh, Tứ đã 3 năm liền gây lụt, sông kênh trên dưới được khơi thông, còn bờ đập của vùng đất trồng trọt để che chắn cho ruộng lúa và hoa màu, cũng nên tu sửa không dứt. Lâu ngày sẽ thấy hiệu quả, nên đốc thúc thi hành xa gần.” Đế dụ rằng: “Việc này thật là mưu tính căn bản, hãy dốc sức mà làm.” 
Năm thứ 13 (1748), Doãn Kế Thiện vào chầu, được điều đi Lưỡng Quảng, chưa lên đường thì được thụ Hộ bộ thượng thư, Hiệp biện Đại học sĩ, Quân cơ xứ hành tẩu, kiêm Chánh Lam kỳ Mãn Châu đô thống. Chưa bao lâu, lại được thự chức Xuyên Thiểm tổng đốc. Ngay khi ấy triều đình đặt chức tổng đốc của Tứ Xuyên, mệnh cho Doãn Kế Thiện chuyên đốc Thiểm, Cam. Đại học sĩ Phó Hằng kinh lược Kim Xuyên, quân đội ghé qua Thiểm Tây, đế khen ngợi Doãn Kế Thiện về việc đã thu xếp thỏa đáng các thứ đài trạm, ngựa xe. Năm thứ 14 (1749), Doãn Kế Thiện nhận mệnh làm Tham tán quân vụ, gia Thái tử Thái bảo. Năm thứ 15 (1750), Tây Tạng không yên, Tứ Xuyên tổng đốc Sách Lăng thống binh vào Tạng, Doãn Kế Thiện nhận mệnh kiêm quản Xuyên Thiểm tổng đốc. Năm thứ 16 (1751), Doãn Kế Thiện được điều trở lại Lưỡng Giang. Năm thứ 17 (1752), Doãn Kế Thiện cho rằng An Huy  liên tiếp bị lụt, dâng sớ xin khơi Tuy Hà, Bành Gia Câu (ngòi) ở Túc Châu, Tạ Gia Câu ở Tứ Châu, thượng du Biện Hà ở huyện Hồng (nay là huyện Tứ), xây cầu Phù Li ở Túc Châu, cầu Tân Mã ở Linh Bích, cầu Vĩ Hoàng Minh, cầu Địch Gia ở Sa Cương Hà; có chiếu đồng ý với lời xin này. Dân La Điền là Mã Triều Trụ khởi nghĩa, Doãn Kế Thiện truyền hịch cho tổng binh Mục Quang Tông đi bắt, còn mình đến Thiên Đường Trại, bắt gia thuộc, đồ đảng của Triều Trụ; được nhận chỉ khen ngợi, triệu về kinh sư.
Năm thứ 18 (1753), Doãn Kế Thiện lại được điều thự chức Thiểm Cam tổng đốc. Thời Ung Chính, tỉnh Cam Túc mở đồn điền ở các hồ Thái Bá thuộc Cáp Mật Sảnh; sang đầu thời Càn Long, đem ban cho dân Hồi. Bối tử Ngọc Tố Phú lấy cớ đồn điền nhiều năm thất thu, xin bãi. Doãn Kế Thiện tâu rằng: “Khi trước khơi kênh dẫn nước, phí tổn biết bao nhiêu để sửa sang. Dân Hồi không quen canh tác, mấy năm liền thất thu. Đồn điền muôn mẫu, bỏ thì đáng tiếc. Xin chọn con em binh đinh Tây An, hoặc vời dân các vệ tiếp nhận trồng trọt.” Đế cho lời Doãn Kế Thiện là phải; sau đó điều ông làm Giang Nam hà đạo tổng đốc. Năm thứ 19 (1754), Doãn Kế Thiện dâng sớ nói: “Nước Hoàng Hà cuốn phù sa mà đi, đình trệ thành than (bãi bồi). Có than thì nước sẽ xói bờ đối diện, tạo thành điểm sạt lở. Đường sông các nơi Đồng, Bái, Bi, Tuy, Túc, Hồng có nhiều than, nên tuân lời dụ của Thánh Tổ (tức Khang Hi), ở chỗ cong thì nắn thẳng, khai dẫn Hoàng Hà, sao cho chảy về dòng chính, nhờ sức nước gột sạch phù sa. Đê Hoàng Hà mỗi năm phải chất cao thêm, khiến cho lại càng chắc chắn, còn các sông Thanh, Hoàng không gặp nhau, nhờ vậy mà bồi đắp chỗ sạt lở.” Có chiếu làm theo lời bàn này, sau đó Doãn Kế Thiện nhận mệnh thự chức Lưỡng Giang tổng đốc, kiêm Giang Tô tuần phủ.
Năm thứ 21 (1756), Doãn Kế Thiện dâng sớ xin khơi hồ Hồng Trạch chảy vào đường sông Trường Giang, mở Thạch Dương Câu, dẫn qua 2 đập của Đông – Tây Loan (vũng) để giảm sức nước, thông Mang Đạo Áp (đập có cửa cho thuyền bè qua lại) đến Đổng Gia Câu để dẫn qua Hoàng Hà, dẫn Kim Loan Áp Bá (đập có nhiều cửa) để giảm sức nước, mở rộng cửa sông vào Liêu Gia Câu, dẫn qua 2 cầu Bích Hổ, Phượng Hoàng để giảm sức nước, rồi khơi thượng du của các đường sông; triều đình nghe theo, sau đó ông được thực thụ Lưỡng Giang tổng đốc. Năm thứ 22 (1757), Doãn Kế Thiện dâng sớ nói: “Đất huyện Bái thấp nhất, các hồ Chiêu Dương, Vi Sơn đổ về, các sông Tế, Tứ, Vấn, Đằng rót vào. Xin ở ngoài cầu Kinh Sơn đặt thêm Áp bá, khiến nước hồ chảy thỏa thích vào Vận hà. Còn Nghi Thủy từ phía nam Sơn Đông chảy vào hồ Lạc Mã, ra Lư Khẩu vào Vận hà, cản trở cầu Kinh Sơn đổ nước. Hãy cùng nhau tính toán để sửa chữa.” Đế cho rằng lời ông nói trúng hình thế nên khen ngợi. Doãn Kế Thiện cùng bọn thị lang Mộng Lân hội họp đốc trách sửa chữa công trình thủy lợi ở các sông Hoài, Dương, Từ, Hải và các điểm sạt lở ở Cao, Bảo; mùa đông năm ấy, việc xong, được ghi công.
Năm thứ 25 (1760), Hoàng đế mệnh cho đặt thêm Bố chính sứ, Doãn Kế Thiện xin phân đặt 2 Bố chính sứ ở Giang Ninh, Tô Châu, còn dời An Huy Bố chính sứ trú An Khánh. Năm thứ 27 (1762), Hoàng đế nam tuần, mệnh cho Doãn Kế Thiện làm Ngự tiền đại thần. Năm thứ 29 (1764), được thụ Văn Hoa điện Đại học sĩ, vẫn lưu nhiệm làm Tổng đốc. Năm thứ 30 (1765), Hoàng đế nam tuần, Doãn Kế Thiện được 70 tuổi, được ban cho ngự thư bảng; sau đó ông được triệu vào Nội các, kiêm lĩnh việc của Binh bộ, sung chức Thượng thư phòng Tổng sư phó. Năm thứ 34 (1769), được kiêm Hàn Lâm viện Chưởng viện Học sĩ. Năm thứ 36 (1771), Hoàng đế đông tuần, mệnh cho Doãn Kế Thiện ở lại kinh sư coi việc. Tháng 4 ÂL, Doãn Kế Thiện mất, được tặng Thái bảo, phát 5000 tiền quốc khố lo liệu việc tang; lệnh cho con rể của Doãn Kế Thiện là Hoàng tử Vĩnh Tuyền cúng tế; ban lễ tế táng, thụy là Văn Đoan.

## Đánh giá
Doãn Kế Thiện làm quan mới 5 năm thì nhận chức lớn ở địa phương, 6 năm thì đứng đầu một tỉnh, khi ấy chỉ ngoài 30 tuổi; ông trị lý minh mẫn, gặp việc quanh co rối rắm, thì thong thả xử lý, không gì không thỏa đáng. Doãn Kế Thiện làm tổng đốc Vân, Quý 1 lần, Xuyên, Thiểm 3 lần, Lưỡng Giang 4 lần; ông ở Giang Nam trước sau hơn 30 năm, là tổng đốc ở khu vực này lâu nhất, ân đức đối với dân cũng là sâu nặng nhất. Trong các bề tôi, Ung Chính Đế hài lòng nhất là Lý Vệ, Ngạc Nhĩ Thái, Điền Văn Kính, từng khuyên Doãn Kế Thiện học tập họ, ông đáp: “Lý Vệ, thần học cái dũng, không học cái thô; Điền Văn Kính, thần học cái siêng, không học cái khắc (cay nghiệt); Ngạc Nhĩ Thái, nên học nhiều cái, nhưng thần không học cái bướng của ông ta.” Ung Chính Đế không cho lời ấy là ngỗ nghịch.
Càn Long Đế từng nói: “Triều ta hơn trăm năm đến nay, người Mãn Châu đỗ đạt chỉ Ngạc Nhĩ Thái và Doãn Kế Thiện là kẻ thật sự có học thức.” Năm thứ 44 (1779), Càn Long Đế trước tác 23 bài Ngự chế hoài cựu thi, có đề cập đến Doãn Kế Thiện, như một trong những công thần của 2 đời hoàng đế Ung Chính – Càn Long. Sử cũ bình giá rằng: thời Càn Long bàn về người hiền làm quan địa phương, Doãn Kế Thiện và Trần Hoành Mưu là giỏi nhất. Doãn Kế Thiện khoan hòa mẫn đạt, làm việc nhàn nhã có thừa.

## Gia đình
- Vợ: Không rõ người vợ đầu của Doãn Kế Thiện là ai, vợ kế của ông là cháu gái của Ngạc Nhĩ Thái (con chú con bác). Ngạc phu nhân có học thức, cùng Doãn Kế Thiện rất hòa hợp. Ngoài ra Doãn Kế Thiện còn có vợ lẽ là Trương thị, sinh ra người con gái, gả cho Hoàng tử thứ 8 của Càn Long Đế là Nghi Thận Thân vương Vĩnh Tuyền làm Đích Phúc tấn; vì thế Trương thị được phá lệ phong Nhất phẩm Phu nhân, tương tự trường hợp của Từ thị - mẹ ruột của Doãn Kế Thiện.[24]
- Không có tài liệu nào nói rõ Doãn Kế Thiện có bao nhiêu con trai, con gái. Theo văn bia, các con của Doãn Kế Thiện đều có học thức, người con đứng ra tổ chức tang lễ là Khánh Ngọc.[2] Một người khác là Khánh Quế, cũng làm đến Đại học sĩ như ông và cha, là trường hợp hiếm có trên quan trường đời Thanh, sử cũ có truyện. Ngoài ra còn có Khánh Lan, một trong những nhà văn được cho là tác giả của bộ tiểu thuyết Huỳnh song dị thảo.

## Trước tác
- Doãn Văn Đoan công thi tập 10 quyển, ngày nay còn 8 quyển
- Năm Ung Chánh thứ 7 (1729), Doãn Kế Thiện dâng lên Li dịch tào sự sớ, mở đầu công cuộc bài trừ các tệ đoan tồn tại nhiều năm ở Giang Tô nói riêng, và khu vực Lưỡng Giang nói chung. Sớ này được xem là một trong những ví dụ tích cực trong việc cải cách chánh trị - xã hội đời Thanh, được đưa vào Ngụy Nguyên, Hạ Trường Linh – Hoàng triều kinh thế văn biên quyển 46.